# Ernst Mengersen
Ernst Mengersen (Bremke, 1912. június 30. – Dortmund, 1995. november 6.) német tengeralattjáró-kapitány volt a második világháborúban. Tizenhárom hajót elsüllyesztett, hármat megrongált, ezek összesített vízkiszorítása 88 475 brt volt.

## Pályafutása
Ernst Mengersen 1933. április 1-jén csatlakozott a haditengerészethez. Szolgált az Admiral Scheer zsebcsatahajón és a Tiger torpedónaszádon. 1939 áprilisában áthelyezték a tengeralattjáró-egységhez. 1940. október 1-jén sorhajóhadnaggyá nevezték ki. 1943 júniusában a 20. tengeralattjáró-flottilla parancsnoka lett Pillauban. 1944. december 1-jén korvettkapitánnyá léptették elő. A háború utolsó három hónapjában a 25. flottillánál szolgált, majd 1945 áprilisától az új 15. flottillát irányította.

## Összegzés
| Hajója | Parancsnoki szolgálata                   | Őrjáratok száma | Őrjáratok hossza (nap) | Eltalált hajók száma | Eltalált hajók vízkiszorítása (brt) |
| ------ | ---------------------------------------- | --------------- | ---------------------- | -------------------- | ----------------------------------- |
| U–18   | 1939. november 24. – 1940. szeptember 2. | 2               | 23                     | 1                    | 1000                                |
| U–143  | 1940. szeptember 18. – 1940. november 2. | 0               | 0                      | 0                    | 0                                   |
| U–101  | 1940. november 18. – 1941. december 31.  | 6               | 186                    | 10                   | 48 926                              |
| U–607  | 1942. január 29. – 1943. április 18.     | 3               | 148                    | 5                    | 38 549                              |
|        | Összesen                                 | 11              | 357                    | 16                   | 88 475                              |

## Elsüllyesztett és megrongált hajók
| Búvárhajó | Nap                | Hajó             | Nemzetisége        | Vízkiszorítása (brt |
| --------- | ------------------ | ---------------- | ------------------ | ------------------- |
| U–18      | 1940. január 23.   | Bisp             | Norvégia           | 1000                |
| U–101     | 1940. november 30. | Aracataca        | Egyesült Királyság | 5378                |
| U–101     | 1940. december 1.  | Appalachee       | Egyesült Királyság | 8826                |
| U–101     | 1940. december 1.  | Loch Ranza*      | Egyesült Királyság | 4958                |
| U–101     | 1940. december 2.  | Kavak            | Egyesült Királyság | 2782                |
| U–101     | 1940. december 2.  | Lady Glanely     | Egyesült Királyság | 5497                |
| U–101     | 1940. február 14.  | Belcrest         | Egyesült Királyság | 4517                |
| U–101     | 1940. február 17.  | Gairsoppa        | Egyesült Királyság | 5237                |
| U–101     | 1940. június 4.    | Trecarrell       | Egyesült Királyság | 5271                |
| U–101     | 1940. június 9.    | Trevarrack       | Egyesült Királyság | 5270                |
| U–101     | 1941. október 18.  | HMS Broadwater** | Egyesült Királyság | 1190                |
| U–607     | 1942. július 26.   | Empire Rainbow*  | Egyesült Királyság | 6942                |
| U–607     | 1942. augusztus 4. | Belgian Soldier  | Belgium            | 7167                |
| U–607     | 1942. október 14.  | Nellie           | Egyesült Királyság | 4826                |
| U–607     | 1943. január 26.   | Kollbjørg*       | Norvégia           | 8259                |
| U–607     | 1943. február 15.  | Atlantic Sun     | Egyesült Államok   | 11 355              |

* A hajó nem süllyedt el, csak megrongálódott

* Hadihajó